# Wong Chuk Hang (stacja MTR)
Wong Chuk Hang (chiński: 黃竹坑) – jedna ze stacji MTR, systemu szybkiej kolei w Hongkongu, na South Island Line. Została otwarta 28 grudnia 2016. 
Znajduje się w Wong Chuk Hang, w dzielnicy Southern, na wyspie Hongkong.